# Courseulles-sur-Mer
Courseulles-sur-Mer je obec ve francouzském departementu Calvados v regionu Normandie na severozápadě Francie. Od 1. ledna 2024 obdržela oficiální statut malého města (petit ville). 

## Geografie
Courseulles-sur-Mer leží na pobřeží a po obou březích říčky Seulles, asi 22 km severovýchodně od Bayeux, 18 km severně od Caen, 10 km východně od Arromanches-les-Bains, kde se na pobřeží v den D 6. června 1944 uskutečnilo vylodění v Normandii. Někdejší válečná zóna pokračuje po pobřeží na východ 2 km ke kanadskému památníku v obci Bernières-sur-Mer a dále až do obce Aubin-sur-Mer. 
| Růžice kompasu | Lamanšský průliv      | Lamanšský průliv    | Lamanšský průliv  | Růžice kompasu |
| Růžice kompasu | Arromanches-les-Bains | Sever               | Bernières-sur-Mer | Růžice kompasu |
| Růžice kompasu | Arromanches-les-Bains | Courseulles-sur-Mer | Bernières-sur-Mer | Růžice kompasu |
| Růžice kompasu | Arromanches-les-Bains | Jih                 | Bernières-sur-Mer | Růžice kompasu |
| Růžice kompasu | Caen                  |                     |                   | Růžice kompasu |

## Historie
Nejstarší archeologické nálezy včetně mince svědčí o antické římské okupaci místa. Osada Courseulles-sur-Mer se poprvé připomíná v 11. století v letech 1059 a 1066 jako Corticella (lat. „malé sídlo“), zkráceně Corcella, kdy dosud pusté končiny kolonizovali cisterciáci z opatství v Aunay-sur-Odon na náklady Rohaise de Crasmenil a jeho synů. Vesnice de Courtisigny ze 7. až 14. století byla situována asi 2 km na východ od současného městečka a její fara při kostele svatého Ursina podléhala diecézi Bayeux. Ruiny kostela a hrobů tamního hřbitova jsou zaznamenány ještě v roce 1750 na Cassiniově mapě Normandie., další pozůstatky sídla byly nedávno doloženy archeologicky.
Zdejší obyvatelé byli převážně rybáři, kteří se živili prodejem ústřic, a zemědělci. Kromě toho zde sídlila stálá vojenská posádka, jež hlídala pohraniční území podél moře a měla po pobřeží pravidelně rozmístěné vojenské strážnice. 
6. června 1944 se obec Courseulles stala místem vylodění předvoje 14 tisíc kanadských vojáků na plážích Juno invaze do Normandie a Gold, aby zde Spojenci bezprostředně po dni D zřídili dočasný přístav, který umožnil vykládku těžké techniky bez čekání na dobytí velkých přístavů, jako jsou Le Havre nebo Cherbourg-Octeville. Pláž Juno a Gold byly ušetřeny náporu prvních bojů v den D, takže výstavba a provoz přístavu mohly po příchodu dalších 150 tisíc Kanaďanů rychle pokračovat. Přišla 3. kanadská pěší divize pod velením generálmajora Rodneyho Kellera. Sektor Mike západním směrem od obce Graye-sur-Mer až po Courseulles měla kontrolovat 7. brigáda, podporovaná 6. kanadským obrněným plukem (1. husarský pluk). Navzdory rozbouřenému moři, které bránilo snadnému vypuštění obojživelných tanků, se podařilo několik tanků 1. husarského pluku vylodit na břeh pro 7. brigádu, na rozdíl od dramatické situace u Bernières-sur-Mer. 
Během bojů se vyznamenal tankista, seržant Léo Gariépy (1912–1972), který zahájil palbu na německou kommandanturu, velitelství tohoto sektoru. Tito Němci byli nepochybně první skupinou německých vojáků, kteří byli během operace Overlord zajati živí. 
Celkem bylo zabráno pásmo území o šířce 8 kilometrů s plážemi od Courseulles přes Bernières-sur-Mer až po Saint-Aubin-sur-Mer, aniž došlo k poškození pláží, domů a zničení silnic a cest. Přístav byl uveden do provozu 14. června 1944.
Od roku 1957 byl oficiální název obce doplněn o její přímořskou situaci "sur-Mer".
V současnosti je Courseulles-sur-Mer hlavně turistickým městem. Leží na vhodném místě pro návštěvníky všech bitevních míst a válečných hřbitovů, je zde památník Juno Beach a dům kanadských spojeneckých vojáků, obelisk obětí padlých při invazi a jako další pomník tank DD-1 Sherman.

## Demografie
Obyvatelé obce se francouzsky nazývají Courseullais. 
K 1. lednu 2022 zde žilo 4.202 stálých obyvatel. Většinu domů ovšem vlastní Pařížané k pronájmu nebo k vlastní rekreaci, takže v letní sezóně zde žije kolem 15 tisíc obyvatel a další stovky turistů tudy projíždějí za památkami druhé světové války.

### Vývoj počtu obyvatel
| Rok      | 1962 | 1968 | 1975 | 1982 | 1990 | 1999 | 2006 | 2011 | 2017 |
| obyvatel | 1684 | 1938 | 2538 | 2992 | 3182 | 3886 | 4106 | 4179 | 4199 |

## Doprava
Železnice byla zavedena roku 1876 a spojovala obec s Bayeux, caen a okolními přímořskými obcemi. Byla zrušena roku 1951. 
Pravidelná příměstská autobusová doprava normandské autobusové společnosti Nomad na trase Caen–Courseulles-sur-Mer spojuje městečko v sezóně denně ve dvouhodinových intervalech.               

## Památky
- Église St. Germain – farní kostel sv. Germana
- La Place Six June – Náměstí 6. června, centrum města s obeliskem - památníkem osvobození z roku 1944
- Palác s nápisy Liberté-Egalité-Fraternité, z konce 18. století, od roku 1945 kanadská rezidence
- Palác Clerval (Manoir de Clerval), z 18. století
- Kino, bývalá budova železničního nádraží z roku 1876, po roce 1951 adaptovaná na kino, které v přízemí funguje dosud; v patře obytný dům.
- Radnice
- Château de Courseulles – původně vodní tvrz ze 12. století, přestavěná ve 2. čtvrtině 17. století na barokní zámek ve stylu Ludvíka XIII.. Z té doby se zachovaly některé detaily architektonické plastiky ve štítu a v interiéru. V roce 1910 byl přestavěn na obytný dům; nyní slouží jako hotel; obklopen parkem a ohrazen zdí.
- Hotel de la Plage – nejstarší z hotelů (kdysi blízko pláže, nyní v centru města), 70. léta 19. století
- Juno Beach centre - památník spojenecké invaze, před ním betonový bunkr StP31
- Monumentální krucifix, vztyčen při ústí řeky Seulles do moře, u přístavního mola (památník utonulým námořníkům a rybářům z roku 1901)
- Větrný mlýn (bez lopatek) s holubníkem, na břehu řeky Seulles

## Turistické atrakce
- Ruské kolo

## Významní rodáci
- Rhené-Baton (1879–1940), hudební skladatel a dirigent
- Eugène Cardine (1905–1988), benediktin, zakladatel gregorinské sémiologie

## Galerie

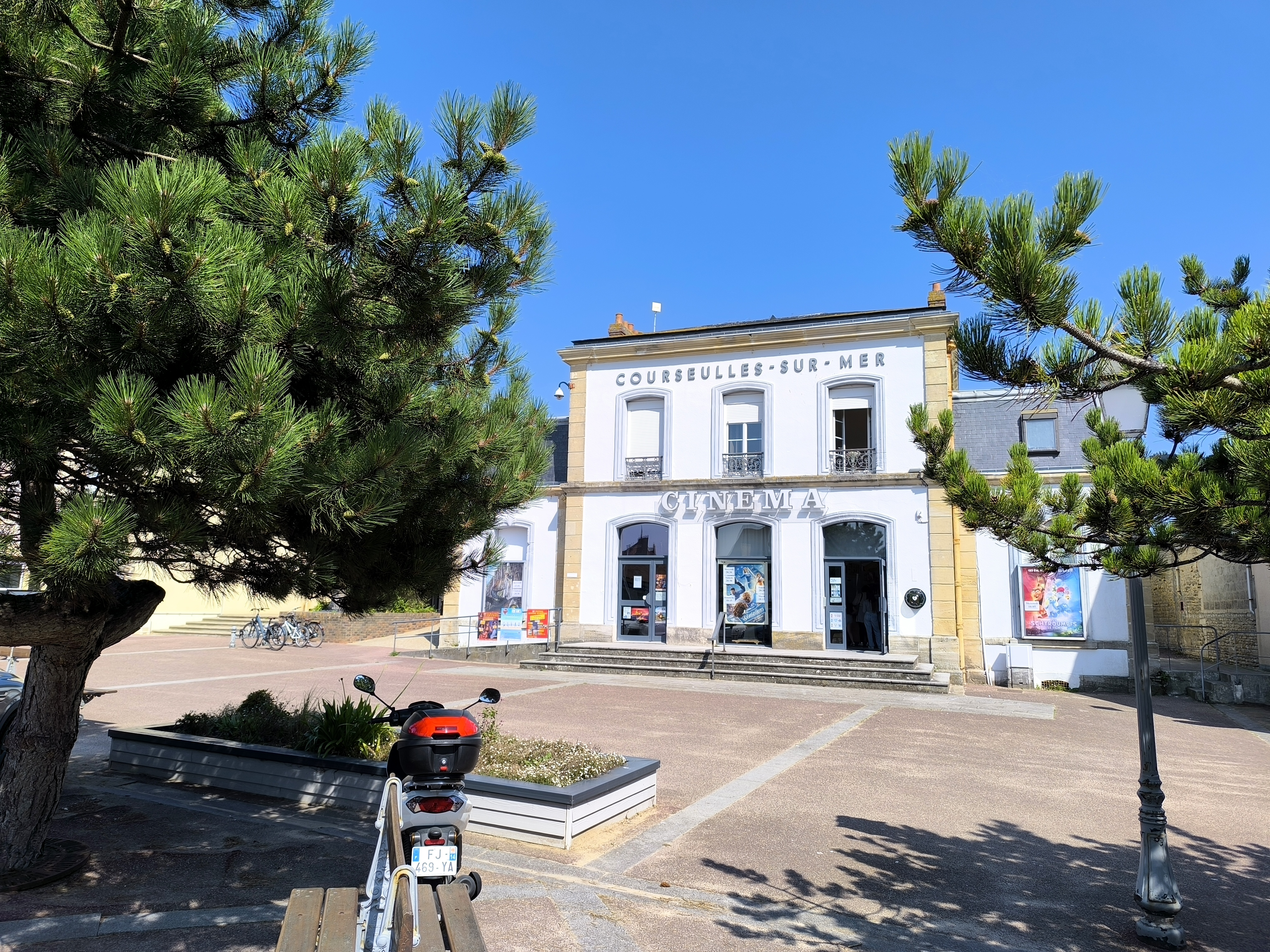
Kino
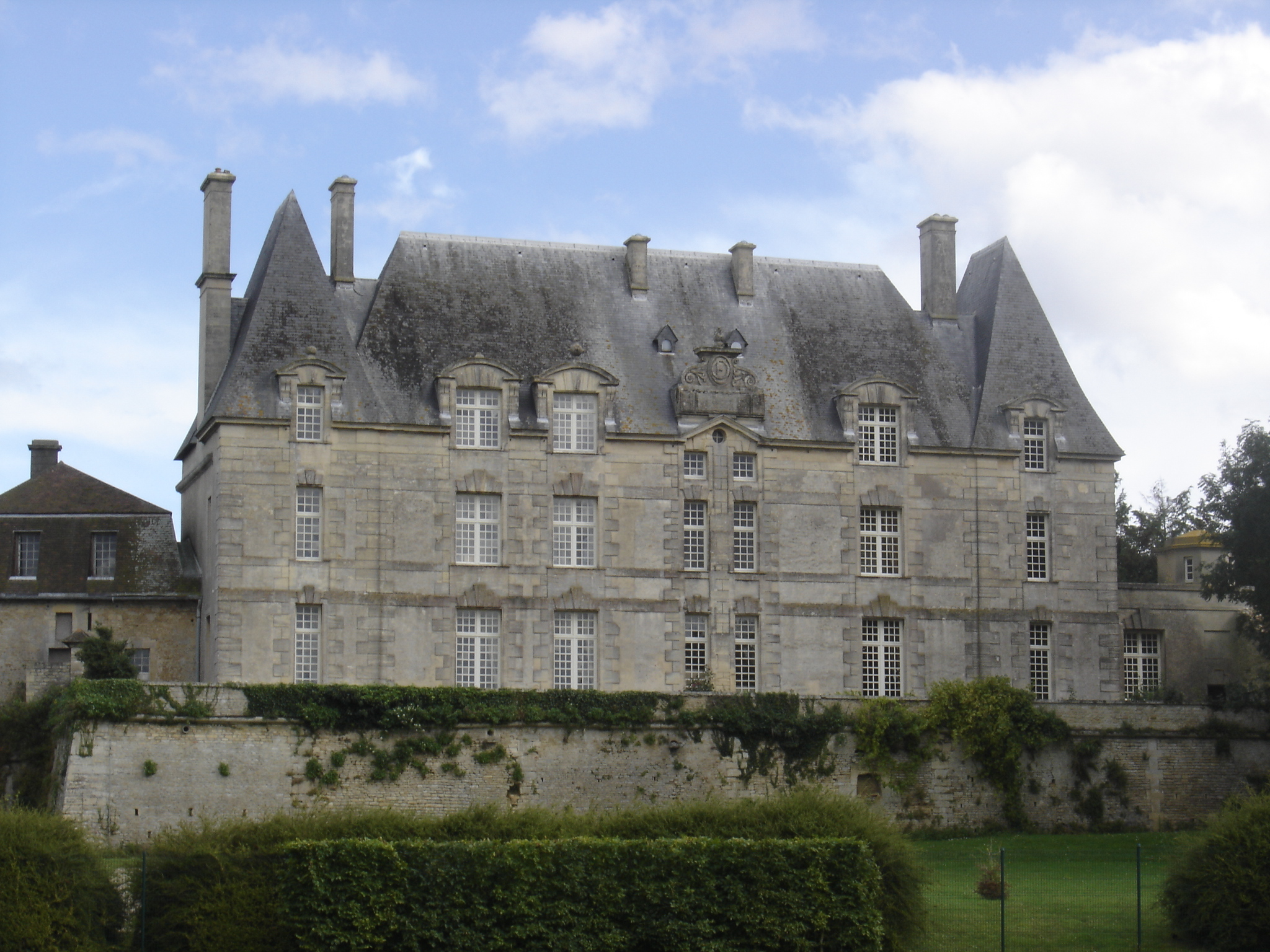
Zámek
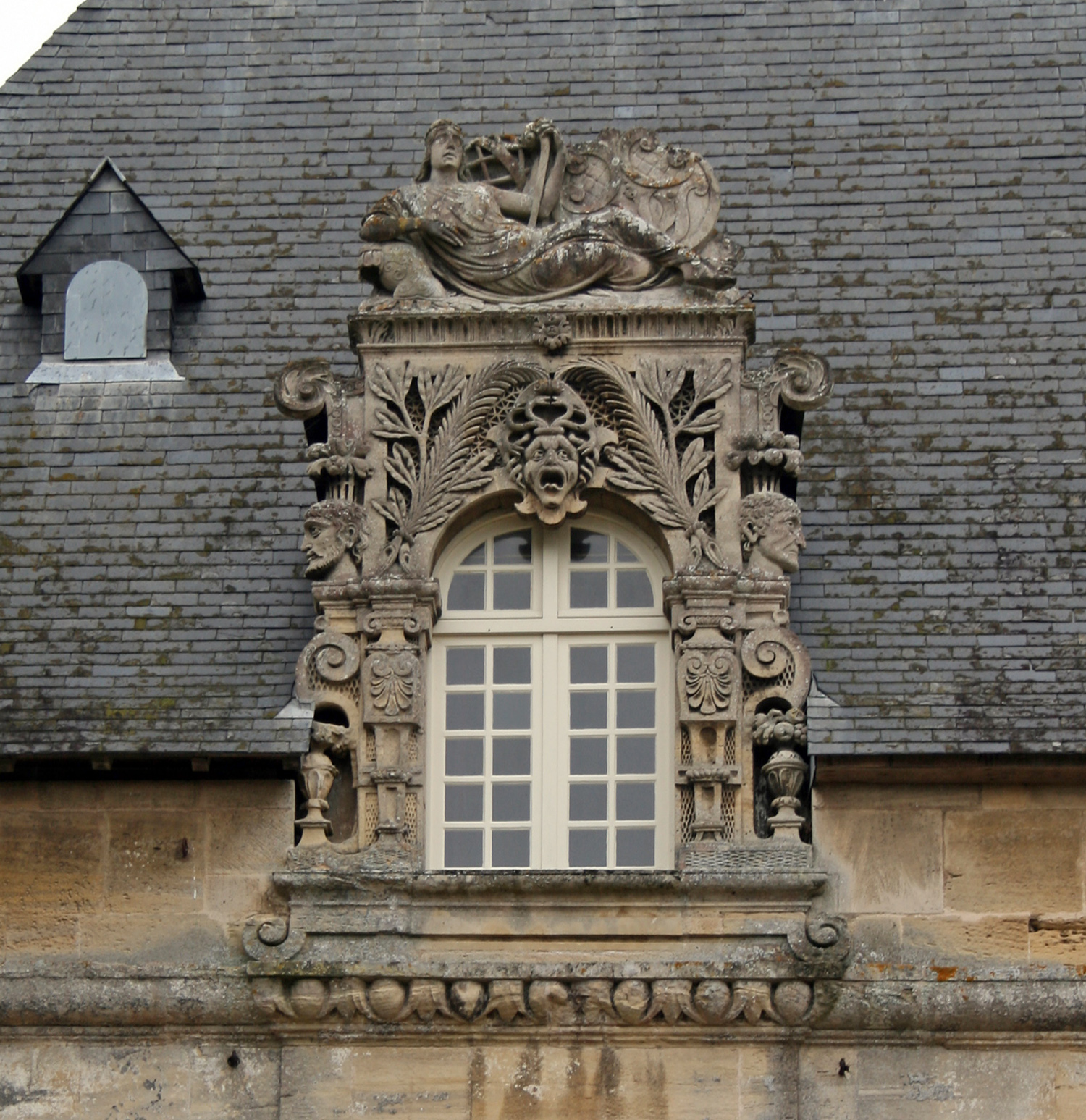
Barokní štít mansardy zámku
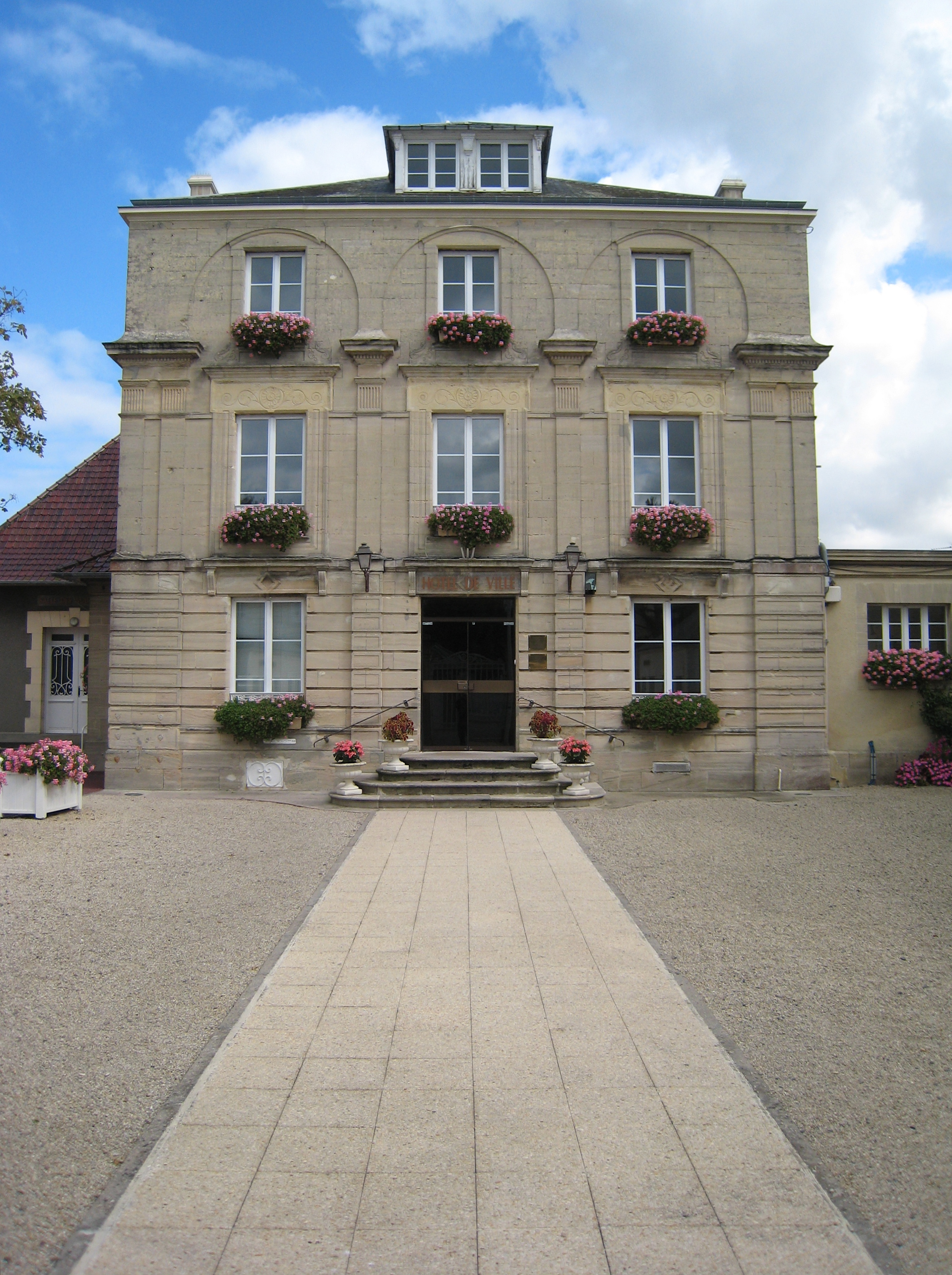
Radnice
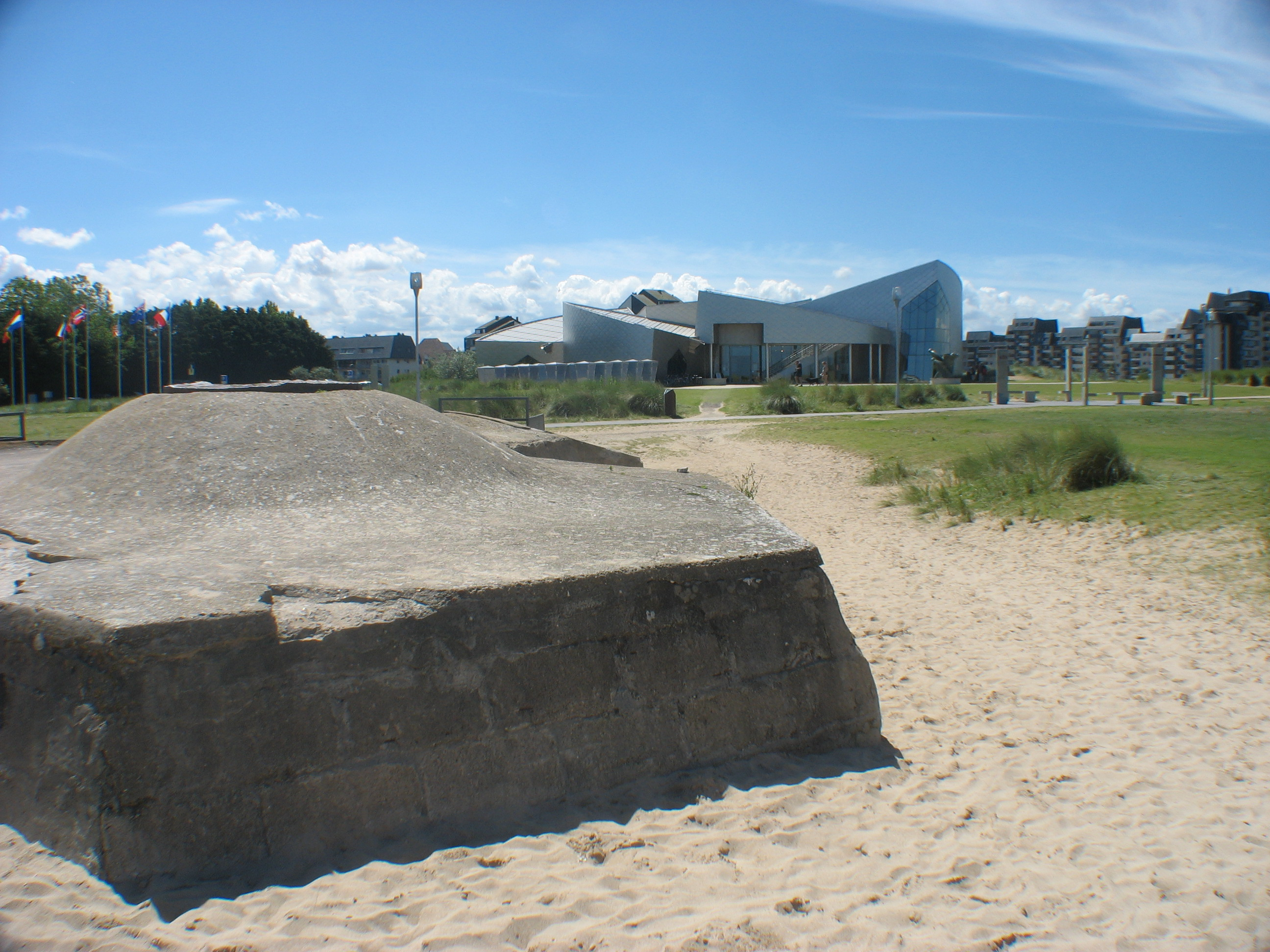
Památník Juno Beach